# Kotoko (cantante)
Kotoko (estilizado como KOTOKO; n. 19 de enero de 1980) es una cantante japonesa de j-pop originaria de Sapporo, Hokkaido.
Ha lanzado diversos álbumes asociados con Geneon Entertainment y con I’ve Sound. Ha contribuido con canciones para diversas series de anime y videojuegos incluyendo Colorful Kiss, Hayate no Gotoku!, Kannazuki no Miko, Mahō Shōjo Tai Ars, Maria-sama ga Miteru, Onegai Teacher, Onegai Twins, Shakugan no Shana, Starship Operators y Motto To Love-Ru.

## Carrera musical

### Inicios
En su infancia tenía cierto interés en escribir canciones; al graduarse de la escuela preparatoria acudió al School HAURA de Sapporo. En ese momento, con la ayuda de un profesor universitario de dicha escuela, hizo un demo para una audición del grupo I’ve, un grupo de compositores musicales y letristas (la mayoría mujeres) que realiza bandas sonoras para juegos ren'ai y eroge; y fue incluida en dicho grupo.
El 14 de julio de 2000 se presenta el álbum verge y Kotoko hace su debut musical como letrista con la canción Pure Heart ~Sekai de Ichiban Anata ga Suki~. Su debut como vocalista sería con la canción Close to me… del álbum Out flow. Posteriormente, se encarga de varias composiciones musicales tales como Sakuranbo Kiss ~Bokusatsu da mo~n~, Kyururun Kiss de Jumbo♪♪ entre otras canciones del género electrónico.
En enero de 2002, se estrena el anime Onegai Teacher y compone el tema principal Shooting Star, que sería el opening de la serie. En julio de 2003, se estrena la secuela de la serie, Onegai Twins y Kotoko junto con Hiromi Satō cantan el sencillo Second Flight, apareciendo en la posición 15.º en la lista de Oricon.

### Éxito
El 21 de abril de 2004, Kotoko lanza el álbum hane bajo la marca de Geneon Entertainment (apareciendo en la posición 7.º de la lista de Oricon). Entre los meses de julio y agosto del mismo año hace una gira de conciertos por seis ciudades japonesas. El 17 de noviembre de 2004, KOTOKO canta el tema principal del anime Kannazuki no Miko, Re-sublimity, alcanzando la posición 8.º de la lista de Oricon.
En el mes de julio de 2005 asiste como invitada al Anime Expo 2005, una convención anime realizado en la ciudad de Anaheim en los Estados Unidos; en dicho evento promociona el tema musical Wing my Way. El 10 de octubre del mismo año, hace un concierto en el Nihon Budokan, llamado I've in Budokan 2005 ~Open the Birth Gate~.
El 23 de marzo de 2006 se estrena el tema principal del anime Shakugan no Shana, being, alcanzando el cuarto lugar en la lista de Oricon, la posición más alta dentro de sus producciones. Del 20 de julio al 20 de agosto de 2006, hace una gira por 21 ciudades llamada Kotoko Live House Tour 2006 ~Nihon Rettō o Kuitsukuse! Kakemawari Tabemakuri!~. El 1 de diciembre de 2006 realiza un concierto en el Yokohama Arena, llamado Kotoko in Yokohama Arena 2006.
El 4 de abril de 2007, se estrena el tema principal de la película Gekijōban Shakugan no Shana, Tenjō o Kakeru Monotachi, alcanzando la posición doce de la lista de Oricon. El 24 de junio de 2006 realiza un concierto en Taiwán llamado Kotoko Asia Tour 2007 in Taiwan. El 19 de diciembre de 2007 se estrena su décimo sencillo Real Onigokko (canción), tema principal de la película Real Onigokko.
En el 2008, KOTOKO publicó Blaze, su undécimo sencillo utilizado como segundo tema de apertura de la segunda temporada de Shakugan no Shana y más tarde, el sencillo Special life, utilizado como canción principal de otro anime titulado Kamen no Maid Guy.
La cantante cerró aquel año con nuevas canciones para Novelas visuales y con un nuevo sencillo titulado "U make ai dream», canción de entrada del videojuego «Ai sp@ce.
En el 2009, la cantante participa en el segundo recital de I've Sound en Budokan junto al resto de vocalistas de la agrupación, donde cantó sus canciones antiguas y las de sus sencillos más exitosos. Poco después contribuye en el juego BlazBlue: Calamity Trigger con el tema principal titulado Aoi-Iconoclast, que sería el primer sencillo en el cual la cantante no colaboraría con I've.
En septiembre de ese año, KOTOKO publicó su siguiente sencillo, titulado "Daily Daily dream», cuya canción titular sería usada como segundo opening de la segunda tempora de Hayate no Gotoku!. En noviembre de ese mismo año tiene lugar el lanzamiento de su quinto álbum de estudio, titulado, Ipshiron no fune y el último lanzamiento de aquel año fue el sencillo, «SCREW», usado como canción principal de la banda sonora de «Assault girls», una película de imagen real.
Ya en el 2010, Kotoko actuó por primera vez en solitario en Budokan sin el resto de las cantantes de su agrupación, siguió cantando y produciendo temas para eroge y lanzó "Best anime tie up», su primer recopilatorio que contendría las canciones de sus sencillos que fueron en su día utilizadas como canciones de apertura o cierre de series de animación. El mismo año, anunció que contribuiría en una secuela BlazBlue, en la cual, a diferencia de Aoi iconoclast, si contaría con la colaboración de I've Sound. Dicha canción sería el decimoquinto sencillo de KOTOKO: Hekira no sora e izanae do, siendo su cara B, el tema: Digital Snail.
Dicho sencillo se espera que salga a la luz el 7 de julio de 2010.
Aparte de la publicación de nuevos sencillos para videojuegos, la cantante también ha iniciado una gira por Japón, presentando las canciones de su último trabajo hasta la fecha, sin embargo no es el único acontecimiento que KOTOKO, tiene preparado, pues también iniciará una gira junto con Kaori Utatsuki, presentando las canciones del tercer recopilatorio de la serie de CD Short circuit, que tendrá a Tokio y Osaka como paradas destacadas.

### KOTOKO sin I've Sound
En el verano del año 2011, a pocos meses de la publicación de «Hikaru uchuu pocket», el que sería su sexto álbum, la cantante anunció, para sorpresa de sus seguidores, que había decidido abandonar I've Sound, decidida a comenzar su carrera en solitario. Esta elección se reflejó claramente en el tracklist del nuevo disco, en el cual, la cantante comienza a rodearse de nuevos colaboradores como Hanasoumen P o DECO*27.
KOTOKO, además de abandonar I've decidió romper también con Geneon, la que había sido su discográfica hasta entonces, fichando por Warner Music, sello en el cual editaría su sexto disco. Tras abandonar la banda de productores a la que había pertenecido durante once años, a KOTOKO se le ofreció cantar el tema, "Light my fire» como primera canción de apertura de la tercera y última temporada de Shakugan no Shana. Aquel sencillo el primero sin I've Sound alcanzó el puesto décimo noveno en el Oricon.
El año 2012 empezó para la cantante con nuevos ofrecimientos para series de animación. El siguiente sencillo de la cantante se llamaría "Unfinished», canción que sería usada como tema de cierre del anime, Accel World. Para este sencillo, la vocalista contó con la colaboración de Satoshi Yaginuma, miembro de fripSide, conocido grupo de Synthpop que había alcanzado gran notoriedad en los últimos años.

## Discografía

### Álbumes de estudio
- 2000: Sora wo Tobetara
- 2004: Hane
- 2005: Garasu no Nabikaze
- 2006: UZU-MAKI
- 2009: Epsilon no Fune
- 2011: Hiraku Uchuu Poketto
- 2013: Kuchuu pazuru
- 2018: Tears cyclone Kai
- 2019: Tears cyclone Sei

### Recopilatorios
- 2009: Anime best collection